# Sexuella övergrepp inom romersk-katolska kyrkan

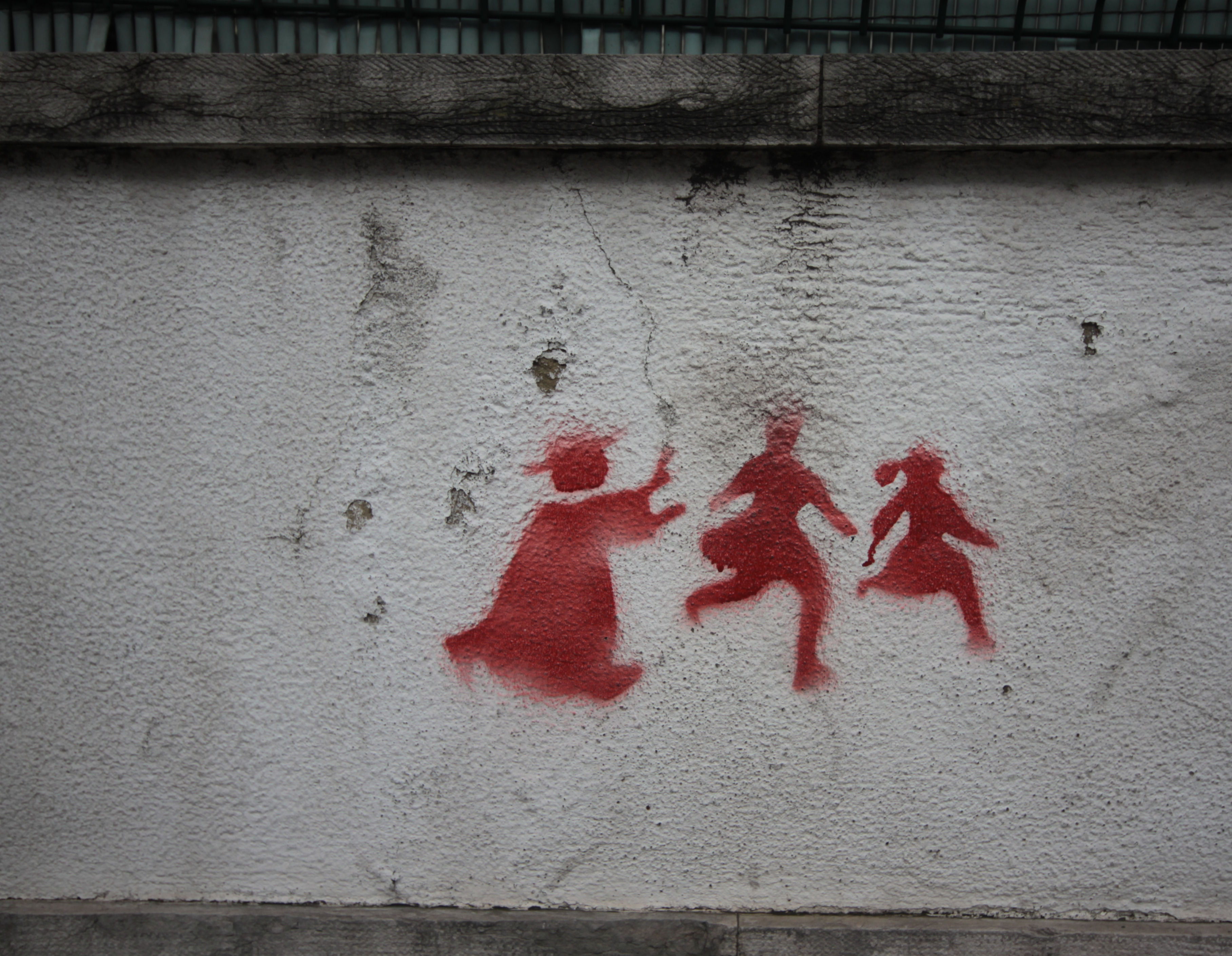
Kommentar ur folkdjupet. Graffiti på en vägg i Lissabon, där sexutnyttjandeskandalerna fortfarande är en het potatis. Bilden tagen 2011.

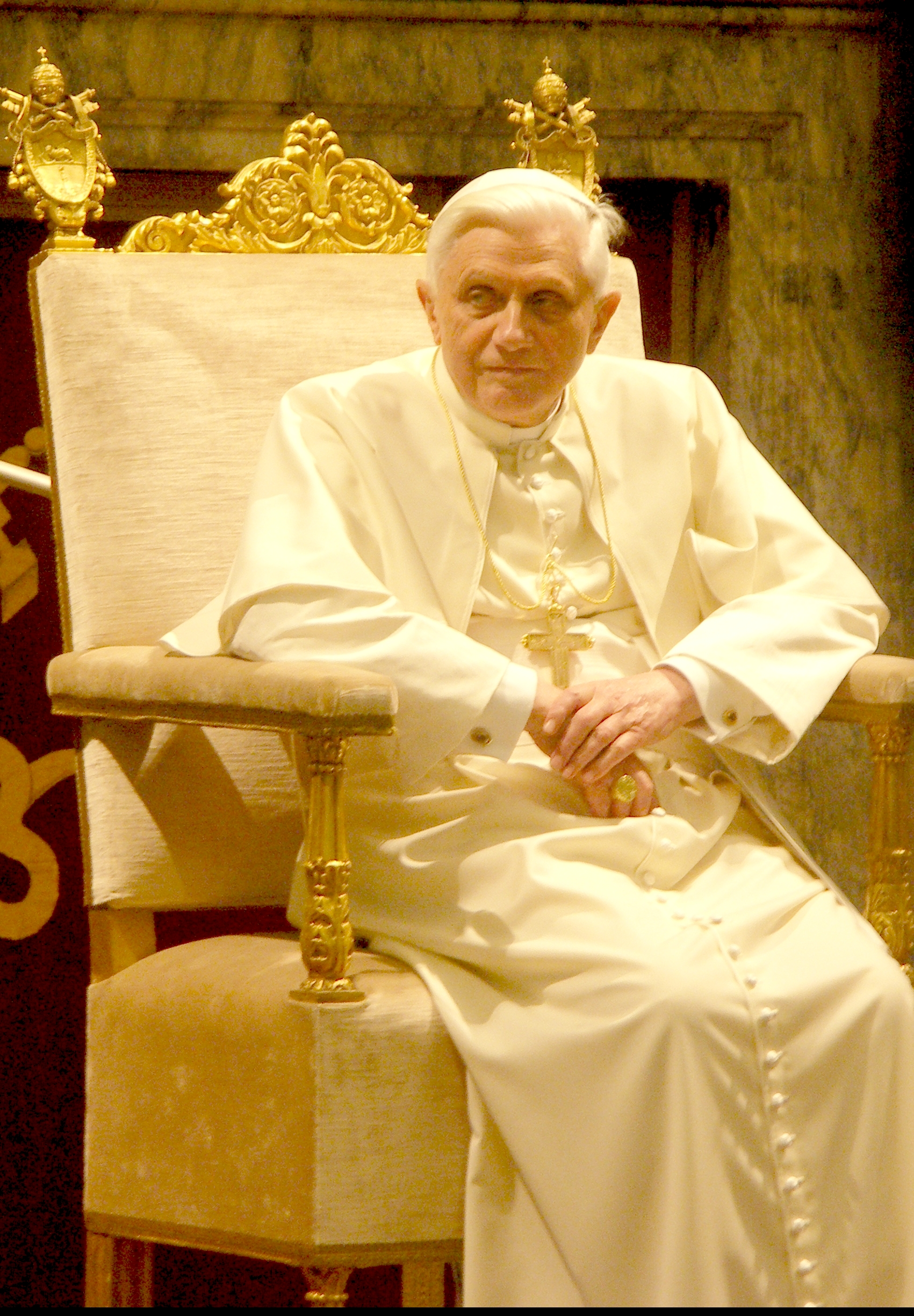
Benedictus XVI, påve 2005–2013. Eftersom skandalerna blossade upp på allvar under hans pontifikat fick han klä skott för mycket av det mörkande som skett. Benedictus började undersöka frågan och försöka dra fram den i ljuset redan som kardinal Ratzinger, men fick då lite gehör.

Sexuella övergrepp inom katolska kyrkan började uppmärksammas under de sista två årtiondena av 1900-talet. Brotten har begåtts både av vanliga stiftspräster och i ordnar som tar hand om sjuka eller undervisar barn. Även om medvetenheten om den utbredda omfattningen av dessa övergrepp först har fått en stor medial uppmärksamhet i Kanada, Irland och USA har fall blivit rapporterade även i ett antal andra länder. 
Över 4 000 av den katolska kyrkans präster i USA har anklagats för sexuella övergrepp på nära 11 000 barn och ungdomar sedan 1950. Fallen har lett till att flera präster avgått, fängslats eller begått självmord. Förlikningar har lett till skadestånd till offren på hundratals miljoner dollar. Den förra påven, Benedictus XVI, har sagt att han känner "stor skam" över de många sexövergreppen inom den katolska kyrkan och har benämnt dem missgärningar som skadar kyrkans vittnesbörd och som måste dras inför rätta.
På grund av den amerikanska pedofilskandalen inom den katolska kyrkan som avslöjades 2002, där 80 % av offren var pojkar eller unga män, har katolska kyrkan tagit tydligare avstånd från homosexuella präster. Vatikanen har upprepat att homosexuella män inte bör få prästvigas eftersom deras sexuella läggning är "i grunden rubbad". Skandalen uppdagades 2002 av tidningen Boston Globe, och filmatiserades i filmen Spotlight från 2015.
En kommission i republiken Irland publicerade 2009 en omfattande rapport om övergrepp på katolska skolor, barnhem och andra institutioner från 1930-talet till idag.
2010 kom det fram att 20 vuxna män på ett katolskt prästseminarium i Tyskland hade blivit utsatta för sexuella övergrepp på 1970- och 1980-talet.
2010 fick ett TV-bolag i Brasilien en video som visade en präst som förgrep sig på en 19-årig korgosse. Även två andra präster polisanmäldes.
2010 gav katolska kyrkan i Tyskland ut ett nödnummer som offer för sexuella trakasserier i kyrkan skulle kunna ringa för att få hjälp. Det har katolska kyrkan i Holland och Österrike tidigare gjort och där har flera offer trätt fram.
2010 suspenderades en tysk präst som tidigare dömts för övergrepp mot minderåriga pojkar efter att han åter varit i kontakt med barn.
En kardinal i Kanada ställdes inför rätta 2010 anklagad för att ha sexuellt utnyttjat barnhemsbarn på 1980-talet.
Kardinal Angelo Bagnasco kritiserar kyrkan då de inte sparkar dem som mörklagt sexskandalerna.
I Norge har katolska kyrkan arkiv där man har dokumenterat sexanklagelser mot präster, men man är tveksam till att lämna ut dessa till polisen.
En dansk präst i aktiv tjänst anklagades i april 2010 för sexuella övergrepp.
2010 april uppdagades två fall i Sverige.
2010 april i en rättegång i USA framkom dokument som påstods visa att Joseph Ratzinger - då ledare för troskongregationen - skulle ha motsatt sig att en präst skulle avkragas, det vill säga mista all rätt att utöva prästämbetet, efter det att han avtjänat sitt fängelsestraff. Rapporteringen kring fallet har innehållit vissa oklarheter vad gäller vilka åtgärder som diskuterades - tillfällig avstängning från tjänstgöring respektive definitiv avkragning - och prästen kom att avkragas redan 1987. 
2010 april gav Benedictus XVI direkta riktlinjer hur man skulle hantera anklagelser om sexuella övergrepp i framtiden.
I juli 2018 lämnade Theodore McCarrick kardinalkollegiet efter att han anklagats för att ha förgripit sig sexuellt på studerande vid ett prästseminarium i ärkestiftet Newark under 1980-talet.
I augusti 2018 publicerades the Pennsylvania report, vilken gör gällande att omkring 300 präster med största sannolikhet förgripits sig på över 1 000 barn, och att kyrkan systematiskt mörklagt detta i decennier.
2021 släpptes en ny rapport från den oberoende kommissionen Ciase, som har undersökt pedofili i Frankrikes katolska kyrka från 1950-talet och framåt. Rapporten visar att 330 000 barn, majoriteten minderåriga pojkar, utsatts för övergrepp. Mellan 2900 och 3200 förövare misstänks ha begått övergreppen, en majoritet präster.